# Heteromirafra
Heteromirafra – rodzaj ptaków z rodziny skowronków (Alaudidae).

## Występowanie
Rodzaj obejmuje gatunki występujące w Afryce.

## Morfologia
Długość ciała 14–17 cm; masa ciała 26–30 g.

## Systematyka
Rodzaj zdefiniował w 1908 roku brytyjski ornitolog Claude Henry Baxter Grant w artykule poświęconym opisowi nowego gatunku skowronka z Transwalu opublikowanym w czasopiśmie Bulletin of the British Ornithologists’ Club. Gatunkiem typowym jest (oryginalne oznaczenie) pazurczak jasny (H. ruddi). Jednak nazwa – Heteronyx – którą Grant nazwał nowy rodzaj, okazała się młodszym homonimem rodzaju chrząszczy który został opisany w 1838 roku, dlatego Grant w 1913 roku nadał rodzajowi ptaków nową nazwę – Heteromirafra.

### Etymologia
- Heteromirafra: gr. ἑτερος heteros ‘różny, inny’; rodzaj Mirafra Horsfield, 1821, skowroniec[5].
- Heteronyx: gr. ἑτερος heteros ‘inny’; ονυξ onux, ονυχος onukhos ‘pazur, paznokieć’[6].

### Podział systematyczny
Do rodzaju należą następujące gatunki:
- Heteromirafra ruddi (Grant, 1913) – pazurczak jasny
- Heteromirafra archeri Stephenson Clarke, 1920 – pazurczak samotny